# Corydalus peruvianus
Corydalus peruvianus är en insektsart som beskrevs av K. Davis 1903. Corydalus peruvianus ingår i släktet Corydalus och familjen Corydalidae. Inga underarter finns listade i Catalogue of Life.